# قلعه ساکاموتو

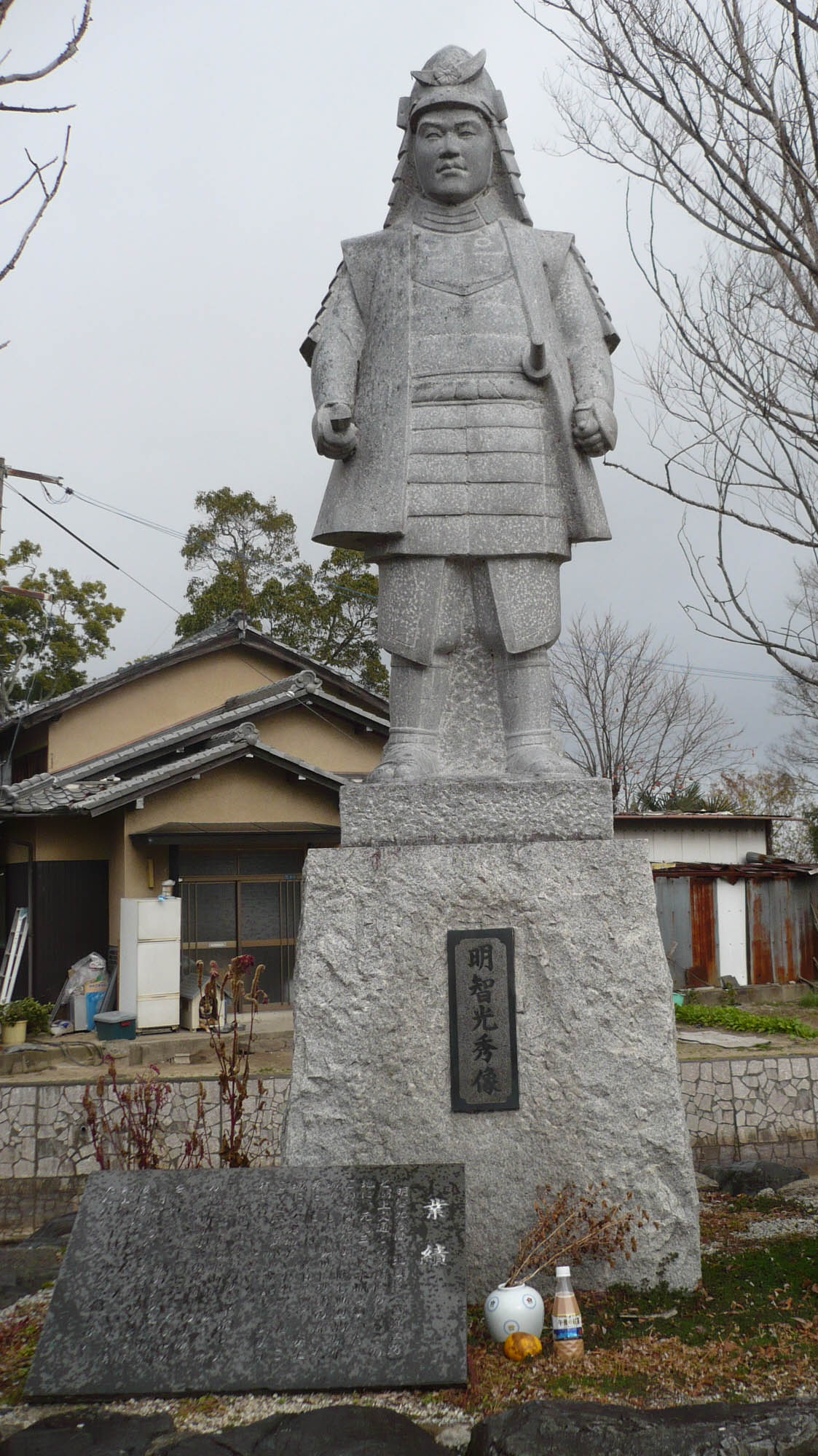
مجسمه آکچی میتسوهیده در مکان قلعه

قلعه ساکاموتو (به ژاپنی: 坂本城) نام یک قلعه ژاپنی در ولایت اومی در دوره سنگوکو امروزی این قلعه در استان شیگا، اتسو، شیگا است. این قلعه در سال
۱۵۷۱ توسط آکچی میتسوهیده در کنار دریاچه بیوا ساخته شد. در غرب این قلعه کوه هیئی قرار دارد.
این قلعه در ۱۵۸۶ میلادی متروک شد.